# Aci Castello

Localització d'Aci Castello

Aci Castello (sicilià Jaci Casteddu) és un municipi italià, dins de la ciutat metropolitana de Catània. L'any 2006 tenia 18.015 habitants. Limita amb els municipis d'Aci Catena, Acireale, Catania, San Gregorio di Catania i Valverde.

## Administració
| Període | Identitat          | Partit |
| ------- | ------------------ | ------ |
| 2009-   | Filipo Maria Drago | PdL    |